# Municipio de Pelican (condado de Otter Tail)
El municipio de Pelican (en inglés: Pelican Township) es un municipio ubicado en el condado de Otter Tail en el estado estadounidense de Minnesota. En el año 2010 tenía una población de 625 habitantes y una densidad poblacional de 7,27 personas por km².

## Geografía
El municipio de Pelican se encuentra ubicado en las coordenadas 46°35′35″N 96°6′6″O / 46.59306, -96.10167. Según la Oficina del Censo de los Estados Unidos, el municipio tiene una superficie total de 85.97 km², de la cual 80,73 km² corresponden a tierra firme y (6,1 %) 5,24 km² es agua.

## Demografía
Según el censo de 2010, había 625 personas residiendo en el municipio de Pelican. La densidad de población era de 7,27 hab./km². De los 625 habitantes, el municipio de Pelican estaba compuesto por el 95,84 % blancos, el 0,16 % eran afroamericanos, el 1,44 % eran amerindios, el 0,96 % eran asiáticos, el 0,96 % eran de otras razas y el 0,64 % eran de una mezcla de razas. Del total de la población el 1,6 % eran hispanos o latinos de cualquier raza.